# Flugplatz Reyes

i7
i11
i13
Der Flugplatz Reyes (Aeropuerto de Reyes; IATA-Flughafencode: REY, ICAO-Flugplatzcode: SLRY) ist ein Flugplatz in Bolivien im Departamento Beni direkt westlich der Stadt Reyes. Der Tower ist auf der Frequenz 118.400 MHz zu erreichen.

## Zwischenfälle
- Am 23. August 1968 stürzte eine Curtiss C-46F-1-CU Commando der bolivianischen Transportes Aéreos Benianos - TABSA (Luftfahrzeugkennzeichen CP-760) kurz nach dem Start vom Flugplatz Reyes ab. Alle 4 Insassen, die drei Besatzungsmitglieder und ein Passagier, kamen ums Leben.[1]

- Am 1. Februar 1969 verunglückte eine Curtiss C-46A-1-CK Commando der bolivianischen Bolivian Air System (CP-745) auf dem Flugplatz Reyes. Das Flugzeug wurde irreparabel beschädigt. Über Personenschäden liegen keine Informationen vor.[2]

- Am 20. Januar 1973 verunglückte eine Curtiss C-46A-1-HI Commando der bolivianischen Servicios Aéreos Bolivianos - SAB (CP-749) am Flugplatz Reyes. Das Flugzeug wurde irreparabel beschädigt. Nähere Einzelheiten sind derzeit nicht verfügbar. Über Personenschäden ist nichts bekannt.[3]